# 加布里埃尔·帕里斯·戈迪略
加布里埃尔·帕里斯·戈迪略（西班牙語：Gabriel París Gordillo，1910年3月8日—2008年3月21日）， 哥伦比亚军人。1957年发动政变，任哥伦比亚军政府主席。
| 前任： 古斯塔沃·罗哈斯·皮尼利亚将军 | 哥倫比亞总统 1957年5月10日–1958年8月7日 | 繼任： 阿尔韦托·耶拉斯·卡马戈 |